# Doortje Duck
Doortje Duck is een fictieve eend uit de wereld rond Duckstad. Ze is feitelijk bedacht door tekenaar Keno Don Rosa. Haar oorspronkelijke naam in het Engels is Matilda McDuck.

## Verhaallijnen
Het hiernavolgende is het verhaal zoals verteld door Don Rosa in onder meer De jonge jaren van Oom Dagobert. De meeste andere tekenaars hebben hun eigen visie op het leven van Dagobert en negeren hierbij veelal Doortje Duck geheel.
Doortje werd geboren in 1871 in Glasgow, Schotland. Ze was het tweede kind van Fergus McDuck en Ma McDuck. Ze was een zus van Hortensia Duck en Dagobert Duck. Doortje en Hortensia verlieten omstreeks 1900 hun geboortestreek om samen met hun – inmiddels rijke – broer Dagobert de wereld rond te reizen. Ze belandden eerst in de Verenigde Staten, waar ze Oma Duck en haar gezin ontmoetten. Later vestigden ze zich in Duckstad. In 1909 gingen Doortje, Hortensia en Dagobert met z'n drieën naar Afrika. Daar zagen ze dat Dagobert voor winst een heel inboorlingendorp platbrandde. De beide zussen waren hier zo verontwaardigd en teleurgesteld over dat ze besloten zonder hun broer naar Duckstad terug te keren.
Toen Dagobert in 1930 uiteindelijk ook terugkeerde in Duckstad, organiseerden Doortje en Hortensia een reünie om te kennen te geven dat ze hun broer hadden vergeven. Dagobert trad echter zeer nors binnen en besteedde totaal geen aandacht aan zijn zussen en hun kinderen. Hortensia en Doortje waren opnieuw zwaar teleurgesteld in hun broer en zwoeren om nu maar definitief met hem te breken.
In het verhaal Een brief van thuis komt Doortje opnieuw voor, ze is dan de huisbewaarder van kasteel McDuck. Ze ontmoet Dagobert, die in het kasteel een schat zoekt, opnieuw en ontdekt dat hij veranderd is onder invloed van hun neef Donald Duck, waarna de twee zich alsnog verzoenen.
Volgens Don Rosa is Doortje tot haar dood getrouwd geweest met Otto van Drakenstein. Hij mocht dit van de uitgever echter niet op de stamboom laten zetten.

## Buitenlandse namen
- Deens: Andrea von And
- Engels: Matilda MacDuck
- Fins: Matilda MacAnkka
- Frans: Matilda Picsou
- Italiaans: Matilda de' Paperoni

## Stem
De stem van Doortje Duck werd in de originele versie van DuckTales uit 2017 ingesproken door Michelle Gomez. De Nederlandse stem werd ingesproken door Maria Lindes.